# Orvasca tina
Orvasca tina är en fjärilsart som beskrevs av Collenette 1949. Orvasca tina ingår i släktet Orvasca och familjen tofsspinnare. Inga underarter finns listade i Catalogue of Life.